# Кон, Стелла
Кон, Стелла (англ. Stella Kon; р. 15 апреля 1944, Эдинбург) Наст. имя Lim Sing Po — сингапурская писательница, пишущая на английском языке. Лауреат Литературной премии Юго-Восточной Азии (2008).

## Краткая биография
Родилась и провела младенческие годы в Шотландии, где её отец изучал медицину. В Сингапуре c 1948 г. Окончила Школу Раффлза для девочек и Сингапурский университет (1966). После замужества в 1967 г. переехала в Малайзию, где прожила 15 лет. Затем 4 года жила в Англии. В 1987 г. вернулась снова в Сингапур.

## Творчество
Первую пьесу «Рыбак и король» написала ещё в школе. В языке просматривается влияние Энид Мэри Блайтон и Д. Р. Р. Толкина. В студенческие годы писала рассказы. Её первый рассказ «Урожай грибов» был опубликован в 1968 г. в сборнике «Двадцать два малайзийских рассказа». Её пьесы посвящены жизни евразийского общества Сингапура: «Иммигрант» (1975), «Мост» (1977), «Процесс» (1982), «Эмили с Изумрудного холма» (1984), «Учёный и дракон» (1986), «Ворота зубов дракона» (1990), «Плоды человеческих сердец» (2002), «Исход» (2003). Наиболее популярна пьеса «Эмили с Изумрудного холма», которая впервые была поставлена в Малайзии в 1984 г., затем на Фестивале искусств Содружества, на Эдинбургском фестивале Фриндж (Edinburgh Festival Fringe), в Гонконге, Австралии, США, Германии. Только в Сингапуре и Малайзии пьеса выдержала более 300 постановок. В 2012 г. «Эмили с Изумрудного холма» стала основой одноимённого мюзикла. Её перу принадлежат также тексты ещё трех мюзиклов: «Дорога веры» (2003), «Затерянный в транзите» (2009), «Восставший Мерлайон» (2012). Всего опубликовала 30 пьес, 10 сценариев для мюзиклов, 12 рассказов и 4 повести.

## Награды
- Литературная премия Сингапура (1994)
- Литературная премия Юго-Восточной Азии (2008)

## Семья
- Мать Kheng Lim (Rosie Seow) — актриса
- Отец Lim Kok Ann — врач, профессор Сингапурского университета
- Братья Su Min, Su Chong and Su Hui
- Сестра Sing Lim
- Дети Mark and Luke

## Основные публикации
- 1975: The Immigrant and Other Plays
- 1977: Emporium and Other Plays
- 1982: The Trial and Other Plays
- 1982: Dracula and Other Stories
- 1986: The Scholar and the Dragon
- 1989: Emily of Emerald Hill
- 1990: Dragon’s Teeth Gate
- 1992: Silent Song
- 1992: The Bridge
- 1995: Eston
- 1971: A Breeding Pair
- 2002: The Human Heart Fruit
- 2003: Exodus (A Journey of Faith): A musical
- 2009: Lost in Transit : A musical
- 2012: Merlion Rising: A musical

## Переводы на русский язык
- Стелла Кон. Наследие // Современная малайзийская новелла. Составители В. Сигаев и Б. Парникель. Предисловие Б. Парникеля. Редактор М. Финогенова. М.: Прогресс, 1977.
- Стелла Кон. День рождения // Азия и Африка сегодня, 1979, N 10.
- Стелла Кон. Мученичество Елены Родригес // Красные листья. Восточный альманах. Выпуск 8, 1980.
- С. Кон. Мученичество Елены Родригес // Избранные произведения писателей Юго-Восточной Азии. М.: Художественная литература, 1981.
- Стелла Кон. Мученичество; Наследие; Вечерняя сказка // Современная проза Сингапура. Перевод с английского. Составление М. Елагиной. Предисловие Б. Парникеля. М.: Радуга, 1989.